# Molophilus (Molophilus) puthawing
Molophilus (Molophilus) puthawing is een tweevleugelige uit de familie steltmuggen (Limoniidae). De soort komt voor in het Australaziatisch gebied.